# Oceretuvate, Vasîlkivka
Oceretuvate (în ucraineană Очеретувате) este un sat în comuna Dobrovillea din raionul Vasîlkivka, regiunea Dnipropetrovsk, Ucraina.

## Demografie
Componența lingvistică a localității Oceretuvate
     Ucraineană (90,74%)
     Rusă (5,56%)
     Română (1,85%)
Conform recensământului din 2001, majoritatea populației localității Oceretuvate era vorbitoare de ucraineană (90,74%), existând în minoritate și vorbitori de rusă (5,56%) și română (1,85%).